# Panzergranate 39

Schnittzeichnung einer 7,5 cm Pzgr. 39 (nur das Projektil, ohne Hülse)
1 – Bodenzünder
2 – Leuchtspursatz
3 – Führungsband
4 – Sprengstofffüllung
5 – Eisenkörper
6 – Weicheisenkappe
7 – Ballistische Haube

Die Panzergranate 39 (kurz PzGr. 39 oder Pzgr. 39) war eine deutsche Standardgranate, die im Zweiten Weltkrieg eingesetzt wurde. Sie wurde in verschiedenen Kalibern gefertigt und war eine der am häufigsten verwendeten panzerbrechenden Granaten im direkten Feuerkampf gegen gepanzerte Gefechtsfahrzeuge. Äußerlich ähnelte das Projektil der PzGr. 40 und wurde vornehmlich als Granatpatrone aus Kampfwagenkanonen (KwK), Panzerjägerkanonen (PjK) und Panzerabwehrkanonen (PaK) verschossen. Bis Kriegsende kam es mehrfach zu Änderungen.

## Aufbau und Technik
Die Granate würde nach heutiger Nomenklatur als APCBC-HE-T (Armour Piercing Capped Ballistic Cap - High Explosive - Tracer; panzerbrechend, mit Kappe und ballistischer Haube - hochexplosiv - Leuchtspur) bezeichnet werden.
Konstruktiv bedeutet dies, dass der gehärtete, eigentliche panzerbrechende Wirkkörper („Penetrator“) mit einer Kappe aus weicherem Material versehen war, die den Aufprallschock dämpfte und den eigentlichen Wirkkörper schützte. Um die dadurch verschlechterte Aerodynamik wieder auszugleichen, wurde sie mit einer weiteren Ummantelung, der ballistischen Haube, versehen, um die Ballistik zu optimieren („APCBC“). Die Wirkung auf Panzerung entspricht der eines Wuchtgeschosses, da zu ihrer Durchdringung rein die kinetische Energie verwendet wird.
Zusätzlich war eine geringe Sprengstoffmenge im Inneren („HE“), die über einen Verzögerungszünder am Boden nach dem Durchdringen der Panzerung die Granate zur Explosion brachte. Der Leuchtspursatz („T“) war im Boden zur Schussbeobachtung eingebracht.
Für die PzGr. 39 wurden – bei gleichem konstruktivem Aufbau – unterschiedliche Patronenhülsen gefertigt, um sie aus verschiedenen Kanonen verschießen zu können. So wurde zum Beispiel aus der Panzerabwehrkanone 7,5-cm-PaK 40 (L/46) und der Kampfwagenkanone 7,5-cm-KwK 40 (L/48), bei völlig unterschiedlichen Patronenhülsen, das gleiche Projektil verschossen.
Es wurden verschiedene Versionen der Granate produziert, die in der Regel nur geringe Änderungen aufwiesen. Beispielsweise wurde in der 8,8-cm-Version PzGr. 39-1 die Qualität des Stahls verbessert. Die 7,5-cm-PzGr. 39/42 hatte zwei Führungsbänder. In der PzGr. 39/43 wurden die Führungsbänder gegenüber der PzGr. 39-1 verbreitert, da die höheren Gasdrücke der längeren Rohre Probleme beim Abfeuern der älteren PzGr. 39-1 mit schmalen Führungsbändern erzeugten. Die Abkürzung „FES“, welche sich auf vielen Granaten wiederfindet, weist auf die Verwendung von Sintereisen in den Führungsbändern hin, welches kriegsbedingt durch die Verknappung der Rohstoffe statt Kupfer eingesetzt wurde.

## Einsatz in verschiedenen Waffensystemen
Die Granate war speziell für die Bekämpfung gepanzerter Gefechtsfahrzeuge ausgelegt und wurde bis Kriegsende immer weiter verbessert und modifiziert. Als eines der Standardprojektile wurde sie in verschiedenen Kalibern gefertigt, die in einer ganzen Reihe von Waffensystemen verschossen werden konnten. Die nachstehende Übersicht zeigt waffenbezogen (KwK/PaK/PjK) die Durchschlagsleistung verschiedener Kaliber dieses Projektils im Vergleich zu anderen panzerbrechenden Granattypen.
| Waffensystem                              | Waffensystem | Granate       | Entfernung … / Durchschlagswert … | Entfernung … / Durchschlagswert … | Entfernung … / Durchschlagswert … | Entfernung … / Durchschlagswert … | Entfernung … / Durchschlagswert … |
| ----------------------------------------- | ------------ | ------------- | --------------------------------- | --------------------------------- | --------------------------------- | --------------------------------- | --------------------------------- |
| Kanone                                    | Kaliberlänge | Granate       | 100 m                             | 500 m                             | 1.000 m                           | 1.500 m                           | 2.000 m                           |
| 2-cm-KwK 30 2-cm-KwK 38                   | L/55         | PzGr. 39      | 20 mm                             | 14 mm                             | 9 mm                              | –                                 | –                                 |
| 2-cm-KwK 30 2-cm-KwK 38                   | L/55         | PzGr. 40      | 49 mm                             | 20 mm                             | –                                 | –                                 | –                                 |
| 3,7-cm-KwK 36 3,7-cm-PaK 36               | L/45         | PzGr. 39      | 41 mm                             | 35 mm                             | 29 mm                             | 24 mm                             | –                                 |
| 3,7-cm-KwK 36 3,7-cm-PaK 36               | L/45         | PzGr. 40      | 64 mm                             | 34 mm                             | –                                 | –                                 | –                                 |
| 5-cm-KwK 38                               | L/42         | PzGr. 39      | 54 mm                             | 46 mm                             | 36 mm                             | 28 mm                             | 22 mm                             |
| 5-cm-KwK 38                               | L/42         | PzGr. 40      | 96 mm                             | 58 mm                             | –                                 | –                                 | –                                 |
| 5-cm-KwK 39 5-cm-PaK 38                   | L/60         | PzGr. 39      | 67 mm                             | 57 mm                             | 44 mm                             | 34 mm                             | 26 mm                             |
| 5-cm-KwK 39 5-cm-PaK 38                   | L/60         | PzGr. 40      | 130 mm                            | 72 mm                             | 38 mm                             | –                                 | –                                 |
| 7,5-cm-KwK 37 (Stummel)                   | L/24         | PzGr. 39      | 41 mm                             | 39 mm                             | 35 mm                             | 33 mm                             | 30 mm                             |
| 7,5-cm-KwK 37 (Stummel)                   | L/24         | Gran. 38 Hl   | 100 mm                            | 100 mm                            | 100 mm                            | 100 mm                            | –                                 |
| 7,5-cm-KwK 40                             | L/43         | PzGr. 39      | 98 mm                             | 91 mm                             | 82 mm                             | 72 mm                             | 63 mm                             |
| 7,5-cm-KwK 40                             | L/43         | PzGr. 40      | 126 mm                            | 108 mm                            | 87 mm                             | 69 mm                             | –                                 |
| 7,5-cm-KwK 40                             | L/48         | PzGr. 39      | 106 mm                            | 96 mm                             | 85 mm                             | 74 mm                             | 64 mm                             |
| 7,5-cm-KwK 40                             | L/48         | PzGr. 40      | 143 mm                            | 120 mm                            | 97 mm                             | 77 mm                             | –                                 |
| 7,5-cm-KwK 42 7,5-cm-PaK 42 7,5-cm-PjK 42 | L/70         | PzGr. 39/42   | 138 mm                            | 124 mm                            | 111 mm                            | 99 mm                             | 89 mm                             |
| 7,5-cm-KwK 42 7,5-cm-PaK 42 7,5-cm-PjK 42 | L/70         | PzGr. 40/42   | 194 mm                            | 174 mm                            | 149 mm                            | 127 mm                            | 106 mm                            |
| 8,8-cm-KwK 36 8,8-cm-FlaK 36              | L/56         | PzGr. 39      | 120 mm                            | 110 mm                            | 100 mm                            | 91 mm                             | 84 mm                             |
| 8,8-cm-KwK 36 8,8-cm-FlaK 36              | L/56         | PzGr. 40      | 171 mm                            | 156 mm                            | 138 mm                            | 123 mm                            | 110 mm                            |
| 8,8-cm-KwK 36 8,8-cm-FlaK 36              | L/56         | Gran. 39 Hl   | 90 mm                             | 90 mm                             | 90 mm                             | 90 mm                             | 90 mm                             |
| 8,8-cm-KwK 36 8,8-cm-FlaK 36              | L/56         | Gran. 39 Hl   | 100 %1                            | 100 %1                            | 99 %1                             | 91 %1                             | 89 %1                             |
| 8,8-cm-KwK 43 8,8-cm-PjK 43 8,8-cm-PaK 43 | L/71         | PzGr. 39/43   | 203 mm                            | 185 mm                            | 165 mm                            | 148 mm                            | 132 mm                            |
| 8,8-cm-KwK 43 8,8-cm-PjK 43 8,8-cm-PaK 43 | L/71         | PzGr. 40/43   | 237 mm                            | 217 mm                            | 193 mm                            | 171 mm                            | 153 mm                            |
| 8,8-cm-KwK 43 8,8-cm-PjK 43 8,8-cm-PaK 43 | L/71         | Gran. 39/3 Hl | 90 mm                             | 90 mm                             | 90 mm                             | 90 mm                             | 90 mm                             |
| 12,8-cm-PaK 44                            | L/55         | PzGr. 39      | 187 mm                            | 166 mm                            | 143 mm                            | 127 mm                            | 117 mm                            |
| 12,8-cm-PaK 44                            | L/55         | PzGr. 40/43   | 193 mm                            | 178 mm                            | 167 mm                            | 157 mm                            | 148 mm                            |
| 12,8-cm-KwK 44 12,8-cm-PjK 44             | L/55         | PzGr. 39      | 223 mm                            | 212 mm                            | 200 mm                            | 189 mm                            | 178 mm                            |
| 12,8-cm-KwK 44 12,8-cm-PjK 44             | L/55         | PzGr. 40/43   | –                                 | 166 mm                            | 143 mm                            | –                                 | 117 mm                            |

Erläuterungen
- Wahrscheinlichkeitswert (1–100)%1: Versuchsweise erreichte Eindringtiefe, Zielfläche 2,5 m × 2,9 m
- Mittlere Durchschlagskraft gegen homogene, gewalzte Panzerstahlplatten bei einem Auftreffwinkel von 30° zur Vertikalen des Panzerfahrzeugs.

## Technische Daten
7,5 cm PzGr. 39 FES:
- Gewicht, komplett mit Zünder: 6,8 kg
- Explosiver Füllstoff: 18 g RDX und Wachs (90/10)
- Anzahl der Führungsbänder: 1
- Werkstoff des Führungsbandes: Sintereisen
- Durchmesser am Führungsband: 77,4 mm
- Durchmesser der Granate: 74,5 mm
- Zünder: Bd.Z. 5103
- Zündertyp: Bodenzünder
- Zündergewicht mit Leuchtspursatz: 107 g
- Brennzeit Leuchtspur: 2 s
- Granatkartusche:
  - 75 × 495 mm R (R = Rand-Kartusche)
  - 75 × 640 mm R
  - 75 × 714 mm R

## Bildergalerie

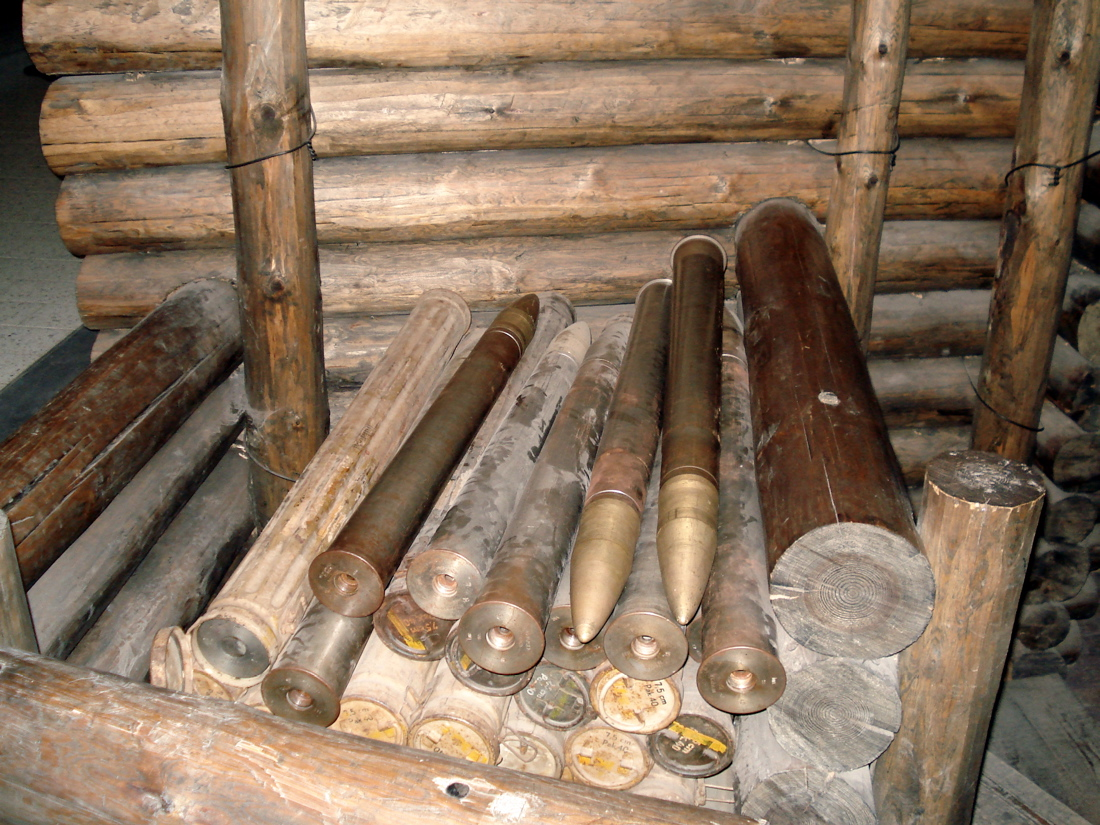
Granatpatronen für die 7,5-cm-PaK 40, tlw. in Transportbehältern
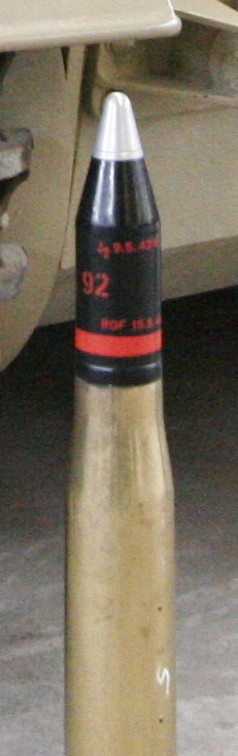
Granatpatrone (K.Gr.rot.Pz.) für die 7,5-cm-KwK 40
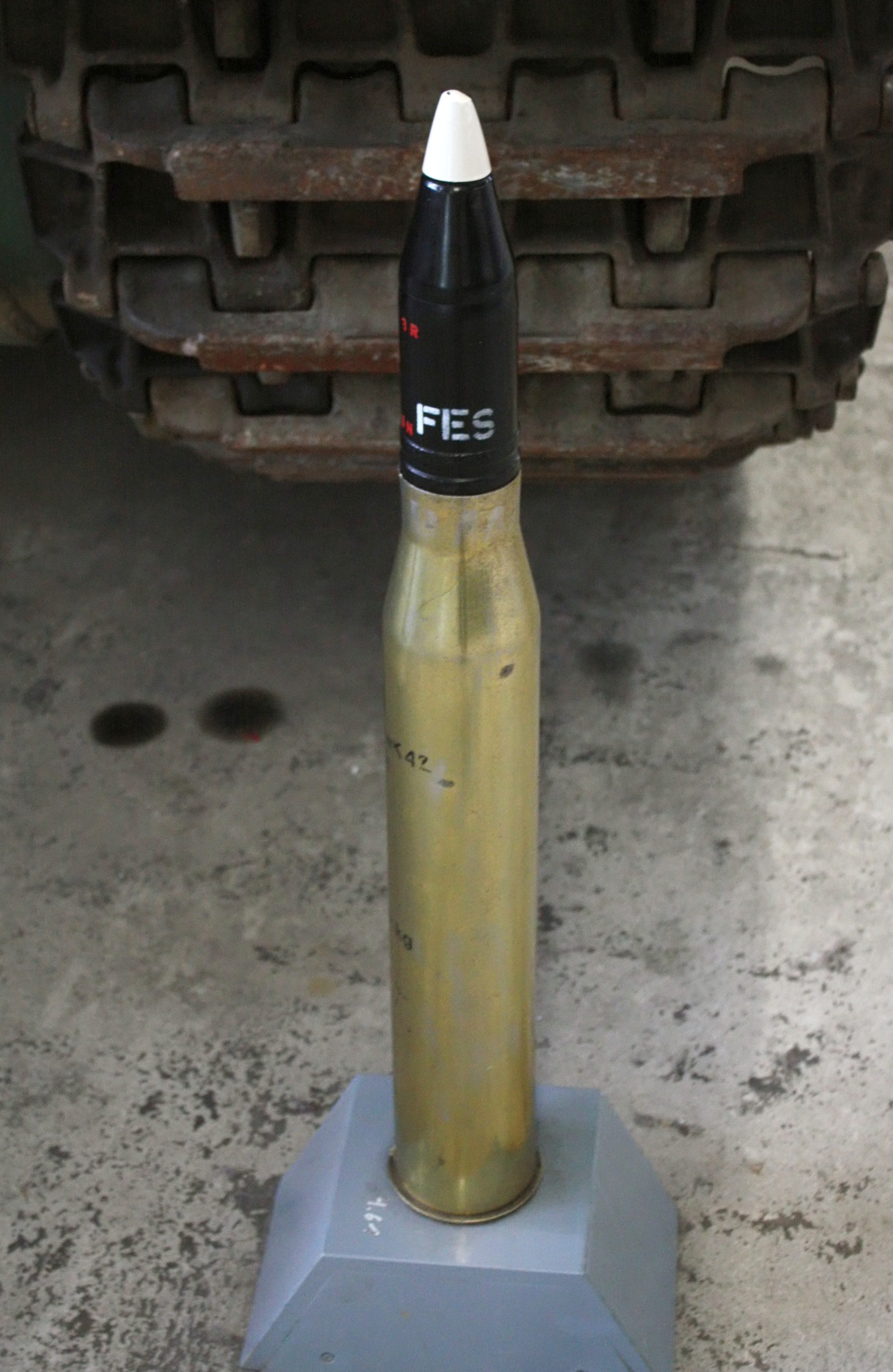
Granatpatrone 75×495 mm R (FES (Sintereisen))